# Vansittartismus
Vansittartismus (engl. vansittartism) ist ein britisches Erklärungsmodell für die deutsche Außenpolitik in der ersten Hälfte des 20. Jahrhunderts.
Das nach dem britischen Diplomaten Robert Gilbert Vansittart (1881–1957) benannte Erklärungsmodell besagt, dass die aggressive Expansionspolitik zum deutschen Nationalwesen gehöre. Es gebe demnach keine Unterschiede zwischen Deutschen und Nationalsozialisten. Vansittart schlug in den 1930er Jahren wiederholt vor, Deutschland abzuschrecken und einzudämmen, und während des Krieges vertrat er den Standpunkt, man müsse Deutschland nach dem Krieg demilitarisieren, um den europäischen Frieden dauerhaft zu sichern. Premierminister Arthur Neville Chamberlain hatte Vansittart allerdings bereits 1937 auf den einflusslosen Posten eines Beraters der Regierung versetzt, da er in ihm ein Hindernis für die britische Appeasement-Politik gegenüber Adolf Hitler vor dem Abkommen von München 1938 sah.

Ein von Vansittart in einer siebenteiligen Radioprogrammreihe der BBC gehaltener Vortrag wurde im Frühjahr 1941 über eine Million Mal als 70-seitige Broschüre mit dem Titel Black Record verbreitet. Die prominenteste Gegenposition vertrat der Verleger Victor Gollancz in seinem Buch Shall our children live or die?, das noch im Erscheinungsjahr 1942 mehrere Auflagen erlebte. Zwischen diesen beiden Positionen entbrannte ein Streit unter deutschen Emigranten und in der britischen Öffentlichkeit. Während etwa der politische Publizist Heinrich Fraenkel sich noch 1941 gegen Vansittart wandte, ergriffen die Sozialdemokraten Fritz Bieligk, Curt Geyer, Carl Herz, Walter Loeb, Kurt Lorenz und Bernhard Menne in einem Manifest am 2. März 1942 für Vansittart Partei.

„Die Bezeichnung ‚Vansittartisten‘ wurde durch die Gegner dieser Gruppe aufgebracht, bezeichnete aber zutreffend den Ursprung dieser Gruppe, der außerhalb der Emigration lag. Die ‚Vansittartisten‘ selbst nannten sich in England ‚Fight-for Freedom‘-Bewegung und in den USA ‚Society for the Prevention of World War III‘.“

Ebenso dem Vansittartismus entgegengerichtet war die Zwei-Deutschland-Theorie.
Die Anhängerschaft Vansittarts in den Vereinigten Staaten, auf die die Diskussion 1942 übergriff, war nicht sozialdemokratisch; die Diskussion beschränkte sich dort aber weitgehend auf die deutschsprachigen Emigranten. Während die Anhänger Vansittarts in England vor allem eine Abspaltung der emigrierten deutschen Sozialdemokratie waren, kritisierte die Mehrheit der deutschen Exilanten, vor allem die Sopade (Exil-SPD) in London, die Thesen Vansittarts von der Gleichsetzung des Nationalsozialismus mit Deutschland als englischen Nationalismus.

„Der wundeste Punkt des ‚Vansittartismus‘ und das stärkste Argument seiner Gegner war die Tatsache, daß seine Grundthese ‚Hitler ist Deutschland‘ identisch war mit der Grundthese der NS-Propaganda […].“

„Sogenannten Vansittartisten wurde in diesem Zusammenhang unterstellt, keineswegs nur einige hochrangige Nazis im Sinne einer ‚outlaw-theory‘ zur Verantwortung ziehen, sondern große Teile des gesamten deutschen Volkes streng bestrafen zu wollen, weil es sich insgesamt schuldig gemacht habe. Dafür wurde – von deutscher Seite aus – der Begriff der ‚Kollektivschuld‘ geprägt.“

Der Begriff Vansittartismus gilt im heutigen Sprachgebrauch als Synonym für anti-deutsch oder germanophob und wird häufig im Zusammenhang mit dem Morgenthauplan oder einer Kollektivschuldthese erwähnt.